# Ribnica (gemeente)
Ribnica (Duits: Reifnitz; Italiaans: Ribenizza) is een in 1999 opgerichte gemeente in Zuid-Slovenië en telde tijdens de volkstelling van 2002 9266 inwoners. De gemeente bestaat voor 60% uit bos (voornamelijk dennen). De eerste onomstreden vermelding van Ribnica werd gedaan in 1220. Ribnica werd Rewenicz genoemd, waarvan de Duitse benaming Reifnitz stamt.
De oudste sporen van menselijke bewoning gaan terug tot in de bronstijd; uit deze periode dateert een in 1981 ontdekte nederzetting in de woonkern Žlebič aan de weg van Ljubljana naar de buurgemeente Kočevje. Uit de 19e eeuw dateren vondsten van bronzen voorwerpen. In de ijzertijd werden er meerdere vestingachtige nederzettingen gebouwd, onder meer bij Mala gora op 930 meter hoogte. Uit de tijd na de komst van de Romeinen in de tweede helft van de 1e eeuw tot de middeleeuwen zijn geen archeologische vondsten bekend.

## Bezienswaardigheden

### Kasteel
Het waarschijnlijk uit de 11e eeuw stammende kasteel Ribnica brandde in 1784 uit. Na de restauratie werd het tot 1937 bewoond, toen een deel ervan aan de staat verkocht werd. In 1941 vestigde zich een eenheid van het Joegoslavische leger in het kasteel. Vanaf de capitulatie van Italië in 1943 tot aan het offensief van de Duitse troepen was er een partizanenhospitaal gevestigd. Op 1 januari 1944 werd het door de VOS, de politieke afdeling van het partizanenleger, verwoest om te voorkomen dat de bezetter het zou gebruiken. Sinds 1961 is het gedeeltelijk herbouwd en er een verzameling van een museum ondergebracht.

### Kerk

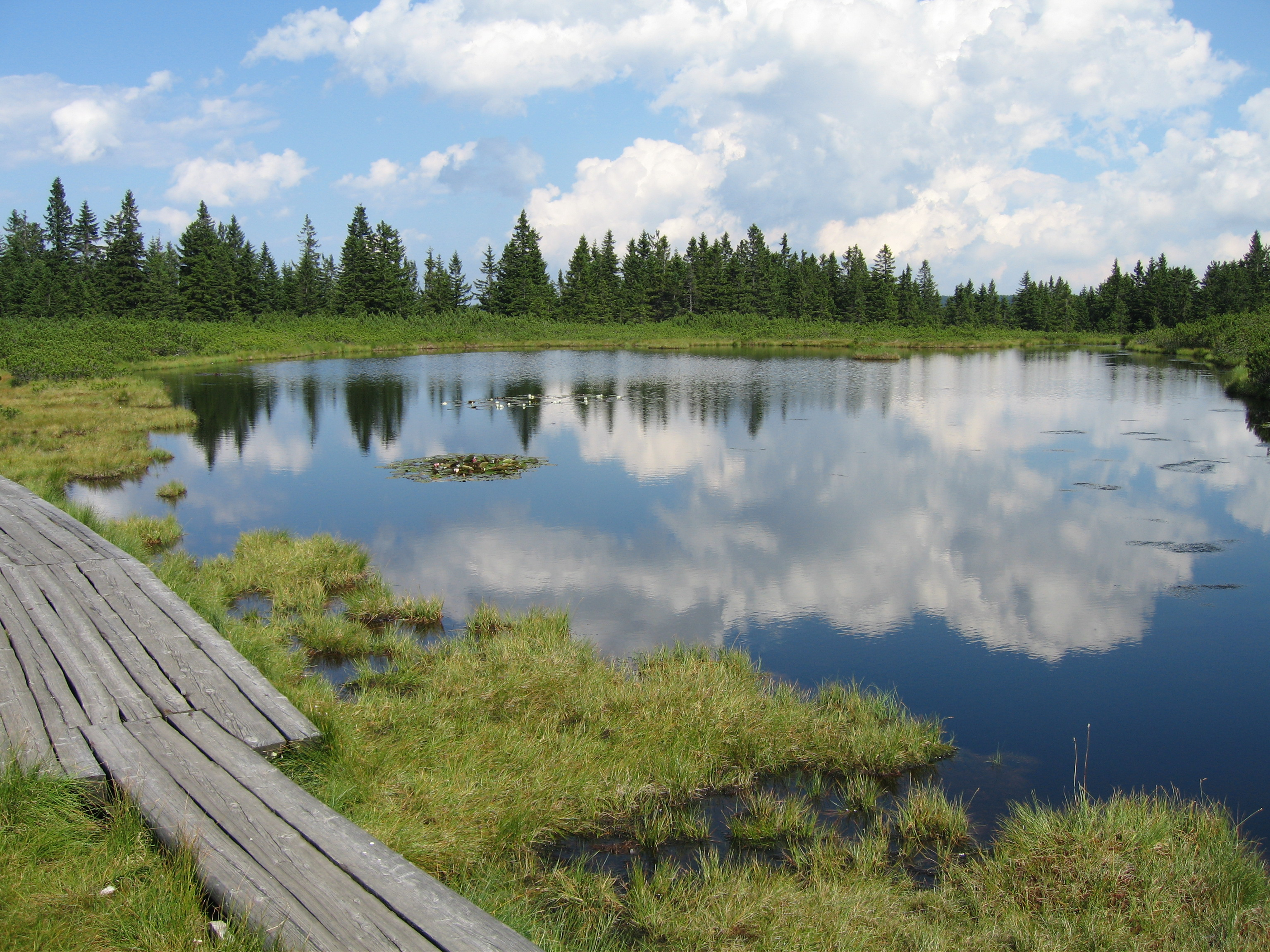
Het Ribnicameer ten noorden van het dorp Ribnica.

De parochiekerk H. Stephanus staat op een vroeger kerkgebouw dat waarschijnlijk in de 11e eeuw voor het eerst werd gebouwd. In 1340 werd het gedeeltelijk verwoest door een aardbeving en uiteindelijk van de kaart geveegd door een brand in 1415. In het midden van de 15e eeuw bouwden de graven van Celje een nieuwe kerk, die in 1775 wederom door brand werd verwoest. In 1866 werd met de bouw van de huidige kerk begonnen. Op het altaar bevinden zich schilderingen van de Sloveense impressionist Ivan Grohar uit 1901. Al het andere schilderwerk dateert van rond 1900. Laatste beschadigingen werden veroorzaakt door een bombardement aan het eind van de Tweede Wereldoorlog; de restauratie en gedeeltelijke nieuwbouw werd geleid door de architect Jože Plečnik.

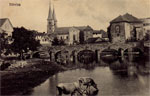
Ribnica rond 1900

Behalve de parochiekerk bevinden zich in de gemeente nog de volgende kerken:
1. Kerk van Maria in Goriča vas
2. Kerk van de H. Drie-eenheid in Hrovača
3. Kerk van Lenart in Nemška vas
4. Kerk van H. Anna in Mala gora
5. Kerk van H. Thomas in Velike poljane bij Mala gora
6. Barokkerk van H. Kruisverheffing in Breže (eerste vermelding in 1576)
7. Kerk van Franciscus Xaverius in Sajevec
8. Kerk van H. Ulrich in Maršiča (bevat muurschilderingen uit de late 15e eeuw, die massale bedevaarten en het morele verval van de geestelijkheid tot onderwerp hebben).

### Oudste school
In Ribnica was een van de oudste scholen in het huidige Slovenië gevestigd; de Latijnse school bestond er al in de tweede helft van de 14e eeuw. De school is onder verschillende namen door de tijd blijven bestaan en is voorganger van het huidige gymnasium.

## Gebeurtenissen

### Heksenproces
Op 11 mei 1701 vond in Ribnica de uitvoering van het vonnis in het laatste heksenproces in Krain plaats. Marija Češarek werd onthoofd en vervolgens verbrand na veroordeeld te zijn wegens hekserij.

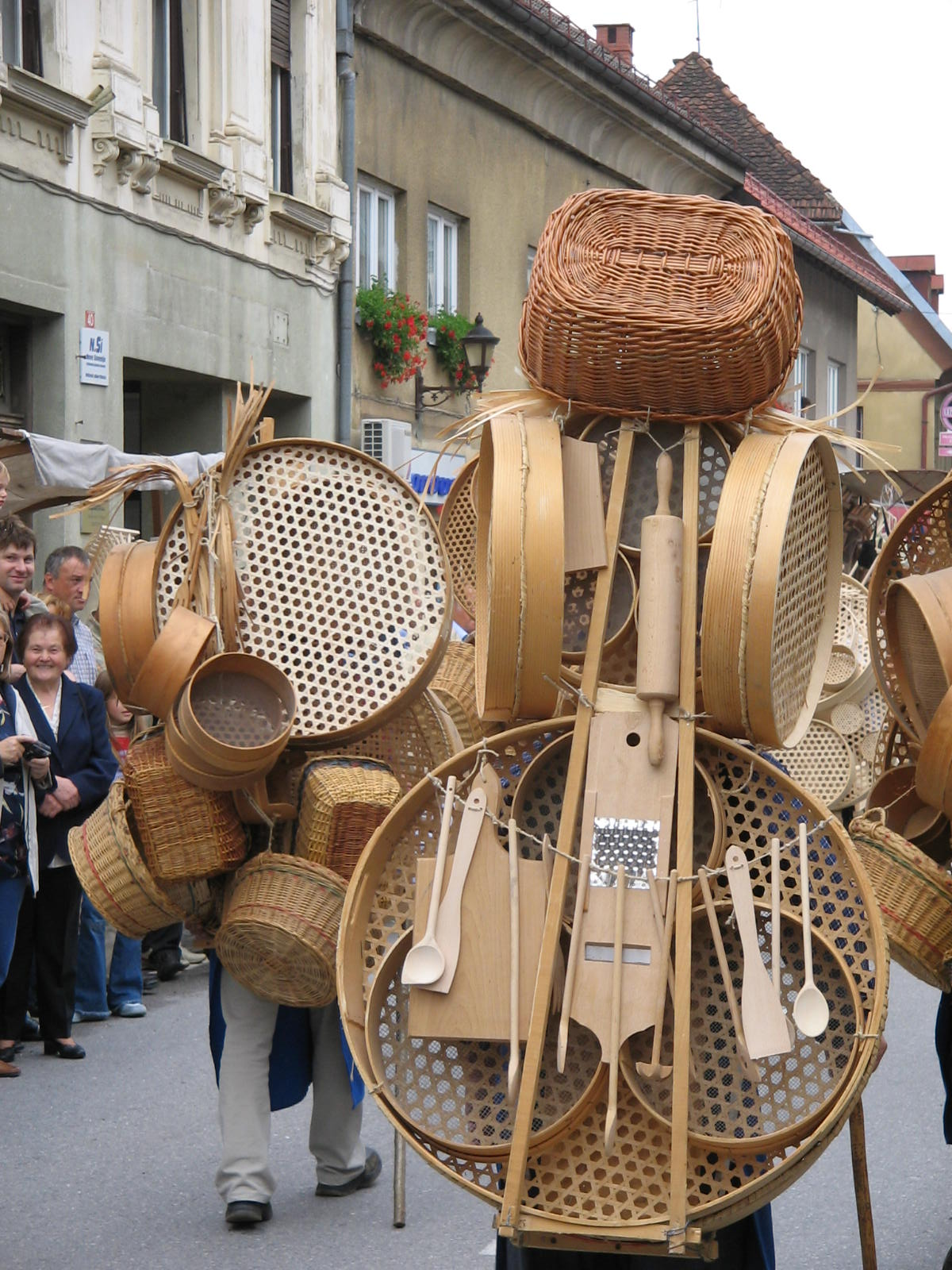
marskramers uit Ribnica

### Turken
Ribnica ligt in het gebied dat tijdens de 15e en 16e eeuw herhaald werd binnengevallen door de Turken. De belangrijkste overvallen vonden plaats in 1480, 1528, 1546, 1558, 1559 en tweemaal in 1564.

### Marskramers en emigratie
In Ribnica bestaat sinds lange tijd een migratietraditie. Aanvankelijk slechts binnen de monarchie. Oorzaak van deze emigratie was de armoede in Ribnica en omgeving: de landbouw bracht onvoldoende op om de groeiende bevolking te kunnen voeden. In de loop der tijd ontstond hierdoor een traditie van marskramers; marskramers uit Ribnica hadden vergunning om in de hele monarchie te verkopen.
In het laatste kwart van de 19e eeuw emigreerde men ook verder weg. Men veranderde Slovenië in een emigratieland, aanvankelijk vooral met de bestemming Noord-Amerika, later ook Zuid-Amerika en West-Europa. Vanaf 1892 tot de jaren 1930 werd Ribnica met buurgemeente Kočevje een van de door de emigratiegolf sterkst getroffen plaatsen. Uit de regio Ribnica-Kočevje emigreerde in de genoemde periode ruim 76.000 personen, circa 23% van de gehele bevolking van het veel grotere kroonland Krain.

### TIGRenWOII
Tussen 1918 en 1943 werd Ribnica en omgeving ingelijfd bij Italië. In Mala Gora brak op 13 mei 1941 het eerste opengevecht tussen het Sloveense verzet TIGR en de Italiaanse bezetter uit.

## In Ribnica zijn geboren
- Ivan Šušteršič (1865-1925), theoloog en politicus
- Jacobus Gallus (1550-1591), monnik en componist
- Luka Knafelj (1621-1671), priester en weldoener
- Janez Evangelist Krek (1865-1917), theoloog en politicus

Črnomelj · Dolenjske Toplice · Kočevje · Kostel · Loški Potok · Metlika · Mirna · Mirna Peč · Mokronog-Trebelno · Novo mesto · Osilnica · Ribnica · Semič · Šentjernej · Šentrupert · Škocjan · Šmarješke Toplice · Sodražica · Straža · Trebnje · Žužemberk
1. ↑  "Prebivalstvo po starosti in spolu, občine, Slovenija, polletno". Statistični urad Republike Slovenije. Geraadpleegd op 18 april 2021.